# Zé Luis Segneri
José Luis Segneri Oliveira, também conhecido somente como Zé Luis (Rio de Janeiro, 17 de dezembro de 1957) é um saxofonista, compositor, arranjador e produtor musical brasileiro.
Zé Luis ficou famoso na década de 1980 e desde então tocou e gravou com artistas renomados como Caetano Veloso, Gilberto Gil, Gal Costa, Luiz Melodia, Zezé Motta, Bebel Gilberto e Cazuza.
O músico tem 7 indicações ao Grammy, por contribuições como artista convidado, músico, arranjador, produtor e engenheiro.

## Carreira

### Primeiros passos
Zé Luis nasceu no Rio de Janeiro e quando criança morou ao lado de Tom Jobim em Ipanema. Naquele bairro, estudou no colégio Rio de Janeiro, onde dividia o espaço com outros promissores músicos, como Lobão, Mú Carvalho e Claudio Nucci.
Após conhecer o som da banda britânica Jethro Tull começou a tocar flauta e em 1975 se formou no Conservatório Pro-Art em flauta e harmonia tradicional. Em 1977 continuou seus estudos em Artes Cênicas no Instituto Villa-Lobos e logo depois estudou com o renomado saxofonista e clarinetista brasileiro Paulo Moura.

### Anos 70 e 80 no Brasil
Em meados dos anos 70, ele foi fortemente influenciado pelo álbum Native Dancer, colaboração entre o saxofonista americano Wayne Shorter e Milton Nascimento.
Os primeiros compromissos profissionais de Zé foram com os cantores Ney Matogrosso e Luiz Melodia.
Conheceu o pianista Tomás Improta enquanto trabalhava com a atriz e cantora Zezé Motta, que estava trabalhando na época com Caetano Veloso. Improta convidou Zé Luis para gravar no álbum Outras Palavras de Caetano e logo depois Veloso apareceu para uma apresentação onde Zé estava tocando para a cantora Marina Lima, com quem chegou a namorar. Após o show, Caetano convidou Zé Luis para se juntar à sua banda recém-formada. Isso deu início a um relacionamento profissional com Caetano de 1981 a 1987 como membro tanto da A Outra Banda da Terra quanto da Banda Nova. Sua associação com Caetano Veloso levou a apresentações nos mais respeitados teatros, clubes e festivais ao redor do mundo.
Durante esse tempo, Zé Luis também trabalhou com Gilberto Gil, o que incluiu uma apresentação com Gil no primeiro Rock in Rio em 1985 e trabalhando com The Wailers no álbum Raça Humana.
Em 1986, foi convidado para fazer parte do programa Chico & Caetano na TV Globo, onde tocou com Chico Buarque, Rita Lee, Milton Nascimento, João Bosco, Elza Soares e Mercedes Sosa.
A década de 1980 também cultivou uma relação profissional e amizade com Cazuza. Em 1985, foi se apresentou como convidado especial na apresentação de Cazuza com sua banda Barão Vermelho no Rock in Rio. Em 2013, voltou ao festival, na apresentação em homenagem ao artista.

### Década de 1990 em Nova York
Ao se mudar para Nova Iorque em 1990, Zé Luis começou a estudar com os conceituados saxofonistas de jazz americanos Joe Lovano (1991-1992) e Ted Nash (1992-1994) na NYU. Em 2004, Oliveira recebeu seu mestrado em composição e arranjo pela Juilliard School.
Zé Luis atingiu uma forte posição na cena musical de Nova Iorque enquanto trabalhava como diretor musical da cantora Bebel Gilberto, filha de João Gilberto. O trabalho de estúdio de Zé com Bebel, juntamente com shows constantes no Windows on the World, levou a uma extensa apresentação, gravação e turnê. A parceria também incluiu várias indicações ao Grammy.
Ao longo da década de 1990, continuou a gravar e se apresentar com centenas de artistas, incluindo Sabina Sciubba, Brazilian Girls, Ivy, Pull e Verve. De 1992 a 1995, foi membro do Milo Z na Mercury, uma gravadora da PolyGram, abrindo para Neville Brothers, Reverend Al Green, Maceo Parker, Chuck Brown e The Should Searchers (com os P Funk Horns), George Porter Jr. e The Funky Meters.
Em 1993, compôs e se apresentou para a coreógrafa e dançarina Patricia Hoffbauer no Dance Theater Workshop, como parte de uma bolsa Meet the Composer. Então se tornou parte da New York Samba Band com Duduka da Fonseca, Romero Lubambo, Cyro Baptista e Nilson Matta.

### Anos 2000
Em 2000, lança Guarani Banana, seu CD de estreia.
Tocou e gravou com Kurt Elling, Romero Lubambo, Duduka da Fonseca, Yusef Lateef, Paulo Braga, Mark Soskin, David Finck, Dom Um Romão, Dom Salvador, Mario Adnet, Maucha Adnet, Adam Rudolph, Kenny Burrell, Rolando Luna, Jorge Chicoy, Ike Stubblefield, George Porter Jr., Keith Carlock, Joel Rosemblatt, Kenny Wessel e Ralph Jones.
Em 2007, se juntou ao produtor Mitch Davis e à banda Orba Squara lançando a faixa "Perfect Timing (This Morning)" ouvida no comercial do primeiro iPhone. Sua colaboração contínua com Davis produzindo música para a casa de música original Tomandandy. Fez parceria com o produtor brasileiro musical e de cinema Béco Dranoff para formar uma equipe original de composição e produção chamada Sambismo.

### Trabalhos recentes
Desde 2013, vem produzindo, projetando e tocando para a websérie internacional de música Trade Winds, traçando as raízes da música africana nas Américas ao construir coletivos de artistas ao longo das antigas rotas comerciais do Atlântico em cidades costeiras.
O álbum Trade Winds Cuba de 2015 foi uma "visão de rua de uma das cenas musicais mais interessantes do mundo" apresentando mais de 100 músicos cubanos. Foi considerado o Melhor Álbum de Jazz Latino pelo comitê de nomeação do 59º Grammy Award com consideração adicional para Melhor Solo Improvisado de Jazz.
Em 2015, seu Atelier Music Studio, em operação há 19 anos, foi selecionado para o prêmio Best of Brooklyn na categoria Produção Musical.
No mesmo ano, ele foi convidado para se apresentar para "The Music Of David Byrne & Talking Heads" no Carnegie Hall com Bebel Gilberto.
Desde 2013, é o produtor do Just Play, uma série itinerante de música improvisada e projeto global de narrativa.
Em 2019, trabalhou nos documentários Crimes Against The Future, dirigido por Frank Melli; Pieces of New York, dirigido por Violeta Barca-Fontana e o curta-metragem Mama Don't Make Me, dirigido por Dan Adams.

## Cinema e TV[13]
Como compositor, escreveu e produziu músicas apresentadas em:
- Subway to the Stars (Festival de Cinema de Cannes)
- Beyond the Streets (Festival de Cinema de Cannes)
- The Last 15 (Festival de Cinema de Cannes)
- En Route to Baghdad (Festival de Cinema de Tribeca)
- Independent Lens
- Rio (dirigido por Carlos Saldanha)
- Ghosts of Girlfriends Past (dirigido por Mark Waters)
- Monster-in-Law (dirigido por Robert Luketic)
- A Raisin in the Sun (dirigido por Kenny Leon)
- Burn Notice (criador da série de TV: Matt Nix, dirigido por Jace Alexander)
- Piercing (dirigido por Nicolas Pesce, com música arranjada por Eumir Deodato

## Performances notáveis

### Com Caetano Veloso
- Festival de Jazz de Montreux (1983)
- Olímpia de Paris (1983)
- Estádio de futebol em Tel Aviv (1983)
- Santuário do Báb em Haifa (1983)
- Teatro Público em Nova York (1983)
- Coliseu dos Recreios de Lisboa (1985)
- Aniversário de Barcelona na Praça da Catedral (1985)
- Carnegie Hall (24 e 25 de setembro de 1985)
- Teatro Castro Alves (Salvador)
- Estádio Mineirinho em Belo Horizonte com o convidado Milton Nascimento

## Instrumentos
- Sax Tenor Selmer Mark VI (série 85.000)
- Sax Soprano Selmer Mark VI (série 200.000)
- Flauta Custom Made Haynes 1955 (Solid Silver)
- Flauta Alto Armstrong 1960's Silver Head
- Aprovação da D'Addario & Company, Inc.

## Indicações ao Grammy[1]

### Grammy Awards
- 2004 - Melhor Álbum de World Music Contemporânea - Bebel Gilberto - Bebel Gilberto (Instrumentista)
- 2007 - Melhor Álbum de World Music Contemporânea - Bebel Gilberto - Momento (Instrumentista)
- 2010 - Melhor Álbum de World Music Contemporânea - Bebel Gilberto - All In One (Instrumentista e Arranjador)
- 2016 - Melhor Álbum de Pop Latino - Diego Torres - Buena Vida (Instrumentista e Arranjador)
- 2020 - Melhor Álbum de Jazz Latino - Chico Pinheiro - City Of Dreams

### Grammy Latino Awards
- 2019 - Melhor Álbum Pop Contemporâneo em Língua Portuguesa - Jair Oliveira - Selfie
- 2020 - Melhor Vídeo Musical em Formato Longo - Just Play Peru - "As mulheres guerreiras da música afro-peruana"

## Discografia selecionada

### Carreira solo
- Zé Luís (EP)
- Guarani Banana (1999)
- Caiapó (2006)
- Coração Verde (Compilação de 2007)

### Como musico de apoio

#### Caetano Veloso[14]
- Outras Palavras (1981) (Disco de Ouro: 100.000 Vendidos)
- Cores, Nomes (1982) (Disco de Ouro: 100.000 Vendidos)
- Nós (1983)
- Noite do Brasil em Montreux '83 (1983)
- Velô (1984)
- Tenda dos Milagres (trilha sonora da minissérie de TV de 1985)
- Sem Lenço, Sem Documento (Compilação de 1990)
- Caetano (José) (1988)
- Caetanear (1997)

#### Gilberto Gil
- Mestres da MPB – Gilberto Gil Vol. 2 (compilação de 1982)
- Raça Humana (1984)[15]
- Dia Dorim Noite Neon (1985)[16]
- Soy Loco Por Ti América (1987)[17]
- Um Trem Para As Estrelas (Trilha Sonora) (1987)[18]
- Zona Rio (1988 – Trilha Sonora Original/França)
- Sucessos + Raridades (2000)
- Nova Série (2008)

#### Barão Vermelho e Cazuza
- Maior Abandonado (1984)
- Barão Vermelho (1985)
- Rock in Rio 1985: Barão Vermelho (2007, gravado em 1985)
- Personalidade (compilação de 1991)
- Ideologia[19] (1997), instrumentista e compositor de "Obrigado (Por Ter Se Mandado)"
- Exagerado (1998), instrumentista e compositor de "Cúmplice"
- Só Se For a Dois (2000), Instrumentista e compositor de "Quarta Feira"
- O Poeta Esta Vivo (2005), compositor de "Quarta Feira"
- Esse Cara (compilação de 2005)
- Melhores Momentos de Barão Vermelho e Cazuza (Compilação 1989)

#### Bebel Gilberto
- Tanto Tempo (2000) (2,5 milhões de cópias vendidas)
- Bebel Gilberto (2004)
- Momento (2007)
- All in One (2009), Flauta e Arranjador
- Rio: música do cinema (trilha sonora de 2011)

#### Chico e Caetano
- Melhores Momentos de Chico e Caetano – Ao Vivo (1997)

#### Tânia Maria
- Ultrajante (1993)
- Escandalosamente Selvagem (2003)

### Gal Costa
- Bem Bom (1985) (disco de platina: 1,25 milhão de cópias vendidas)

#### Simone
- Café Com Leite (1998)

#### Diego Torres
- Buena Vida (2015)

#### Mario Adnet
- Para Gershwin e Jobim (2005)

#### Robert Lamm
- The Bossa Project (2008)

### Colaborações

#### Com Matt Geraghty Project
- Trade Winds Cuba (2015), Produtor, Engenheiro, Mixagem, Artista em Destaque, Flauta, Saxofone, Engenheiro de Mixagem

#### Com Arthur Lipner
- Portrait in World Jazz (1998)
- Modern Vibe (2004)
- Two Hands, One Heart (2015)

#### Com Go: Organic Orchestra/Adam Rudolph
- Sonic Mandala (2012)
- Sound of a Dream (2010)

#### Outros
- Magazine (2001)
- Tambores Urbanos – Sérgio Boré (1995)
- This Is Where I Belong: The Songs of Ray Davies (2002)